# Castelvedro
Il Castelvedro è una fortificazione medioevale, posta in località Mai a Dervio.

## Struttura
La struttura, situata in località Maglio a 392 m s.l.m., era affacciata sul lago.
Sulla base della tipologia costruttiva, si ipotizza che la costruzione originaria sia romana e che risalga al V o VI secolo. Era probabilmente un punto di comunicazione sul Lago di Como, da e per le fortificazioni di Bellagio, Menaggio, Santa Maria Rezzonico e Gravedona; inoltre era punto strategico di difesa di una strada, oggi non più esistente, che saliva a Piazzo di Casargo, in Valsassina.
La decadenza del Castelvedro sarebbe da imputare proprio alla progressiva perdita d'importanza della suddetta strada rispetto a quella che, sul lato destro della Valvarrone passava per la torre di Orezia.
Sono oggi presenti tratti delle murature in pietra, in alcuni tratti alte fino a 4 metri. Verso sud sono presenti i resti di una torre.
Già in epoca tardomedievale, quando il luogo aveva ormai perso ogni funzione difensiva, era indicato come catrum vetus. Questa indicazione permette di comprendere l'origine dell'attuale denominazione:
- la parola catrum è un chiaro refuso di castrum, traducibile come castello;
- la parola latina vetus, ossia vecchio, si sarebbe trasformata dapprima in vetero[7] e, in definitiva, in vedro,[7] dando luogo al suffisso recitato dall'attuale denominazione.